# Центральные Афины
Центральные Афины (греч. Περιφερειακή Ενότητα Κεντρικού Τομέα Αθηνών) — одна из периферийных единиц Греции. Является региональным органом местного самоуправления и частью административного деления. По программе Калликратиса с 2011 года входит в периферию Аттика. Включает в себя часть бывшей номархии Афины и центральную часть городской агломерации Афин, ограниченную автострадой 1, горами Турковуния и Имитос и рекой Илисос. Граничит с периферийными единицами Западные Афины, Северные Афины и Южные Афины.
Административный центр — община Афины.
Население Центральных Афин — 1 029 520 жителей по переписи 2011 года, площадь — 87,276 квадратного километра, плотность — 11 796,14 человека на квадратный километр.
Возглавляет Центральные Афины антиперифериарх Эрмиони (Эрмина) Киприаниду (Ερμιόνη (Ερμίνα) Κυπριανίδου).

## Административное деление
Периферийная единица Центральные Афины делится на 8 общин:
| Община                                                | Население (2011), человек | Площадь, км² | Плотность, чел./км² |
| ----------------------------------------------------- | ------------------------- | ------------ | ------------------- |
| Афины                                                 | 664 046                   | 38,964       | 17 042,55           |
| Вирон                                                 | 61 308                    | 9,204        | 6661,02             |
| Галацион                                              | 59 345                    | 4,026        | 14 740,44           |
| Дафни-Имитос (столица: Дафни)                         | 33 628                    | 2,350        | 14 309,79           |
| Зографос                                              | 71 026                    | 8,517        | 8339,32             |
| Ильюполис                                             | 78 153                    | 12,724       | 6142,17             |
| Кесариани                                             | 26 458                    | 7,841        | 3374,31             |
| Неа-Филаделфия-Неа-Халкидон (столица: Неа-Филаделфия) | 35 556                    | 3,650        | 9741,37             |